# Гальван, Элиас
Элиас Гальван (исп. Elías Galván; 1774, Корриентес, Аргентина, 1774—1844, Монтевидео, Уругвай) — аргентинский политик и военный, вице-губернатор Корриентес (1810—1811, 1811—1812) и вице-губернатор Мисьонеса (1812).

## Биография
Родился в 1774 году в Корриентесе. В детстве и юности он жил в Буэнос-Айресе, где получил образование. Он был сыном учителя и посвятил себя преподаванию, много лет проработав школьным учителем. Он был секретарем комиссии по демаркации границ с Бразилией под председательством Диего де Альвеара, а также был регентом по образованию его детей, одним из которых был Карлос Мария де Альвеар, будущий генерал.
Когда произошло английское вторжение, он в качестве добровольца сражался в Реконкисте Буэнос-Айреса в 1806 году, а в следующем году был офицером в корпусе охотников Корриентеса, а позднее он уволился из армии.
В 1810 году он участвовал в Майской революции в составе группы активистов, так называемых хисперос, во главе с Доминго Френчем и Антонио Берути. Вскоре после этого он был назначен вице-губернатором города Корриентес и его юрисдикции, а также командующим вооруженными силами. Он оказал некоторую помощь экспедиции Мануэля Бельграно в Парагвай и руководил обороной города от нападения роялистов с моря, начатого из Асунсьона в апреле 1811 года. Он также руководил обороной восточной части провинции от нападений португальцев. Однако он не отличился особой преданностью делу и в середине 1812 года был освобожден от должности.
Благодаря своим связям с группой сторонников Мариано Морено в Буэнос-Айресе, в августе 1812 года он был назначен губернатором Мисьонеса. Его карьера начала процветать, когда Второй триумвират перешел во владение сторонников Альвеара, который, как он помнил, был его учителем. Он взял его с собой в короткую кампанию, которая завершилась осадой Монтевидео, и произвел его в чин полковника. Некоторое время он был военным комендантом провинции Корриентес, пока сторонники Директории не были изгнаны федералистами, сторонниками Хосе Артигаса. Когда он пытался забрать оружие, собранное жителями Корриентеса, его поймали на реке Парана и арестовали на несколько недель.
В Буэнос-Айресе он был генеральным казначеем армии. Его отправили послом к Артигасу, но там даже не приняли. После падения его покровителя Альвеара в 1815 году он был изгнан.
Новый Верховный директор Хуан Мартин де Пуэйрредон восстановил его в армии в 1817 году. После запутанного участия в анархии 1820 года он сопровождал губернатора Мартина Родригеса в его походе в пустыню. Он был мэром города Лухан и его военным комендантом.
В декабре 1828 года он выступил против революции Хуана Лавалье, но не был изгнан из города, как другие противники. Он был заместителем инспектора избирательной кампании, а затем начальником полиции столицы во время первого правительства Хуана Мануэля де Росаса. Во время губернаторства Хуана Рамона Балькарсе он был повышен до звания генерала и назначен главнокомандующим вооруженными силами. Это поставило его на сторону антироссистов, и в 1835 году его исключили из военного списка.
В 1842 году он эмигрировал в Монтевидео, вступил в Аргентинский легион и участвовал в битве при Арройо-Гранде в качестве начальника штаба армии Фруктуосо Риверы, однако его действия были крайне неудачными. Некоторое время он участвовал в обороне Монтевидео в начале осады, наложенной бывшим президентом Мануэлем Орибе. Позднее он председательствовал в городском военном суде.
Элиас Гальван скончался в Монтевидео в январе 1844 года. Его останки были репатриированы в Аргентину в 1891 году. В 2015 году профессор Орасио Формика разместил его останки в Национальном склепе кладбища Реколета, и там началась процедура его передачи в провинцию, первым губернатором которой он был.